# Tytomyia arabica
Tytomyia arabica är en insektsart som beskrevs av Hölzel 2004. Tytomyia arabica ingår i släktet Tytomyia och familjen fjärilsländor. Inga underarter finns listade i Catalogue of Life.